# Vila Rica (Mato Grosso)
Vila Rica – miasto i gmina w Brazylii, w stanie Mato Grosso.